# A8 (Kasachstan)
Die A8 ist eine Hauptstraße in Kasachstan, im Ostteil des Landes. Die Straße ist eine Ost-West-Route von Taskesken über Bakhty bis zur Grenze der Volksrepublik China. Die Strecke ist 187 km lang.

## Straßenbeschreibung
Die A8 beginnt in der Stadt Taskesken an der A3 westlich von Taskesken und führt durch die kultivierte Steppe mit Landwirtschaft im Osten Kasachstans. Dieser Bereich ist dünn besiedelt. Im Norden liegt eine Bergkette mit Gipfeln von bis zu 3000 m Höhe über dem Meeresspiegel. Im Süden liegt das Alakol-See. Die Region selbst ist relativ flach, die A8 verläuft in einer Höhe von 400 bis 600 m. Die größte Stadt auf der Strecke ist Urzhar und gefolgt von der Stadt Makanchi, um diese führt eine Nordumfahrung, die jedoch einen Umweg darstellt. Dem Dorf Bakthy folgt die Grenze zu China. Auf der chinesischen Seite wird die A8 als S221 weitergeführt, die nach Tacheng und Emin weiter verläuft.

## Geschichte
Die A8 wurde im Jahr 2011 umnummeriert und ersetzt die alte sowjetische Straße A356. Die Straße ist nicht von großer Bedeutung für diese Region, da keine großen Städte an ihr liegen. Der Bypass um die Stadt Makanchi wurde 2005 eröffnet.

## Großstädte an der Autobahn
- Taskesken
- Urzhar
- Bakhty